# North York (Pennsylvanie)
North York est un borough situé au centre du comté de York, en Pennsylvanie, aux États-Unis,. En 2010, il comptait une population de 1 914 habitants, estimée au 1er juillet 2020 à 2 123 habitants. Le borough est fondé en 1888 et incorporé le 17 avril 1899.

## Démographie
Lors du recensement de 2010, le borough comptait une population de 1 914 habitants. Elle est estimée, en 2020, à 2 123 habitants.